# Troll
För andra betydelser, se Troll (olika betydelser).

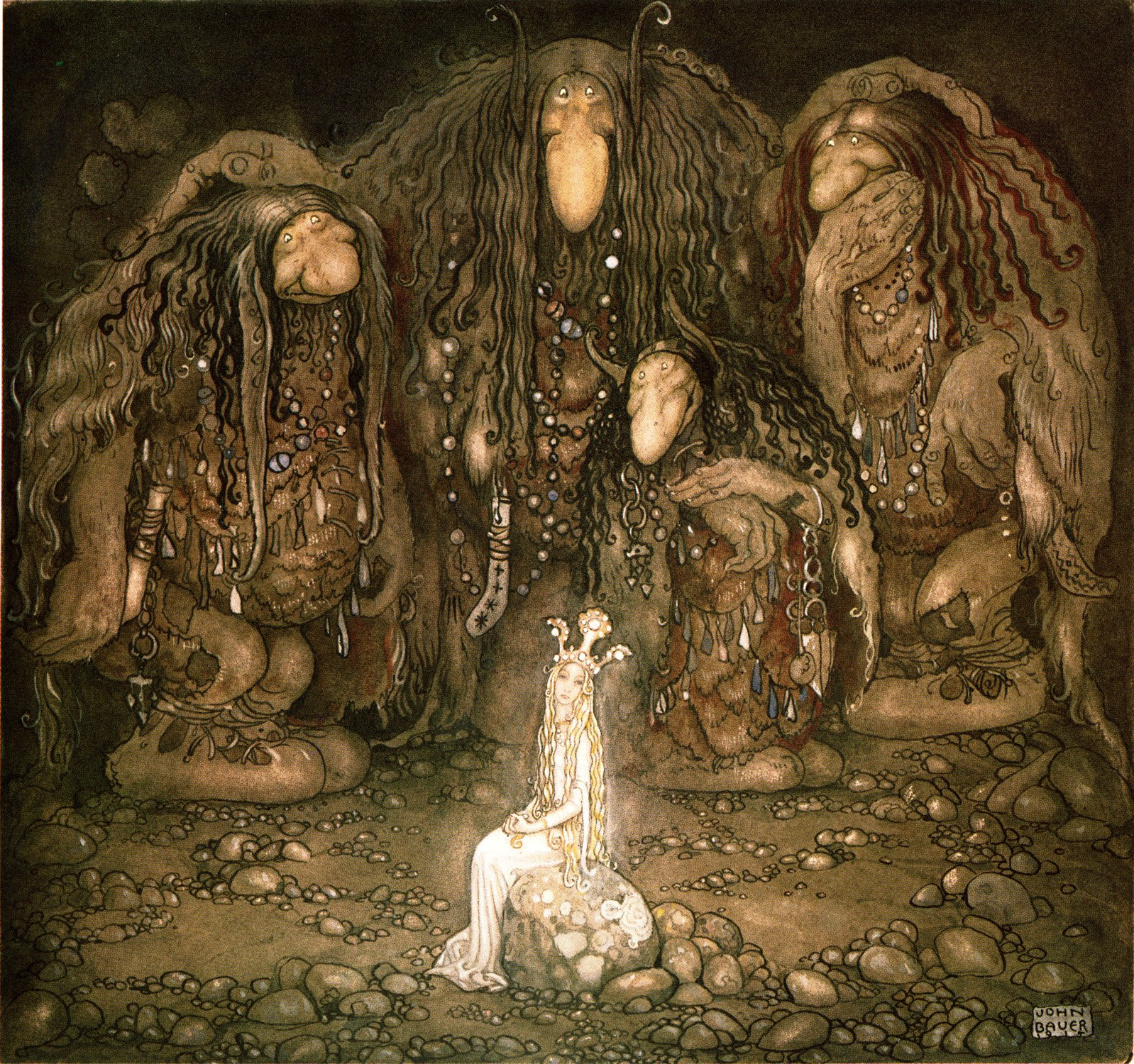
Troll och Prinsessa, målade av John Bauer år 1915.

Troll är ett slags naturväsen i den nordiska folktron. Uppfattningen om trollens utseende och levnadssätt har varierat mycket över olika delar av Norden.

## Troll i nordisk mytologi
Begreppet troll figurerar i den fornnordiska mytologin, men ofta i koppling till jättar. Till exempel kallas Hate för "måntjuv i trollskepnad". Därför har vissa antagit att troll helt enkelt var jättar från början. Att historierna om jättar på Island påminner om de svenska historierna om troll talar för detta. I 1800-talstranskriberingar av de fornnordiska sagorna kallas jättarna ofta troll. Ármann Jakobsson har noterat att under medeltiden så användes ordet troll för allt ifrån jättar och bergsväsen, till häxor, bärsärkar, magiska vildsvin, onormalt långa personer, svarta människor, hedniska halvgudar, en ond ande, ett spöke, en Brunnmigi eller en demon. Med andra ord, ett generellt begrepp för vad som ansågs som onda väsen. 
Trollen kunde variera högst avsevärt både i storlek, utseende och lynne. Ibland sades trollen vara mycket lika människor och ibland totalt väsensskilda. Vid sidan av trollen förekom också jättar (som dock ansågs utdöda), vättar och vittror.

## Troll i svensk folktro
I södra Sverige brukar trollen sägas i likhet med jättarna vara utdöda och ha jagats bort med kristendomen. Det är också vanligt att de har övernaturlig styrka, och kan vara jättelika, liksom jättarna. I Mellansverige är det vanligt att trollen liknar människor, och kan vara svåra att skilja från dem. De kan ha stor styrka, men utmärks mera av sin förmåga att trolla. De bor i salar under flyttblock eller i berg där de förvarade enorma rikedomar. De hade drivits bort från slättbygden av kyrkorna och kristendomen, men levde fortfarande djupt inne i skogarna.
I norra Sverige motsvarades troll och vättar av vittra, och där förekommer begreppen ibland synonymt. Begreppet troll har på olika orter använts för olika väsen, där de småväxta kan sorteras in i kategorin oknytt. Andra likartade naturväsen skilde sig från trollen i det att de ville leva ensamma, till exempel tomten, näcken, skogsrået och sjörået. Trollen lever socialt och har ansetts som rika på guld, trots att de kan vara klädda i paltor. Trollen lever ett liv utanför den kristna kyrkans hägn och har därmed betraktats som "förtappade" med moralvärderingar som skarpt anses skilja sig från människornas. Exempel kan vara när en bortbyting upptäcks, det vill säga att trollen bytt ut sitt barn mot ett människobarn. Ett sätt att undvika detta skulle ha varit att hota att döda barnet eller döpa det.
Speciellt kvinnor riskerade att utsättas för trollen. De kunde bland annat riskera att bli bergtagna. Visserligen fanns chansen att återvända, men då med förändrad mental inställning. För att komma undan trollen fanns flera sätt. Kyrkklockor ansågs skrämma trollen, i likhet med Tor och hans hammare, Mjölner. Likaså fruktade trollen stål (eller silver), så en kniv var bra att ha när man gav sig ut i "trollskogen". Vissa troll tycktes vara känsliga för solljus och förstenades när de träffades av strålarna.
Hamnskifte var något trollen praktiserade, vilket förklarade varför man så sällan såg trollen. Men kände man doften av mat eller tobak, troddes det kunna vara från trollen. Likaså kunde de höras arbeta eller kalla på sina kor utan att det gick att lokalisera ljudets källa. 
Man måste också skilja på de väsen som kallades för troll och de människor som ansågs vara trollkunniga.

## Troll i andra länder
- I Danmark och Island syntes ibland varelser som kallades ellefolk eller bjergfolk.
- I England har man gremlins, som sägs ligga bakom all otur.
- I Finland finns hiisi (peikot) och i Tove Janssons sagoberättelser varelserna "mumintroll", som dock helt skiljer sig från folktrons troll. Se artikel på finska: .
- I Norge beskrivs trollen som gigantiskt stora och motsvarar de svenska jättarna. Men enligt sagan om Bockarna Bruse går det att lura de dumma trollen.
- I Tyskland kunde man få se dvärgar. Den kanske mest kända dvärgberättelsen är den av Bröderna Grimm upptecknade sagan om Snövit och de sju dvärgarna.

## Troll i nutida samhället och kulturen
Det finns även i vår samtid människor som säger sig observera troll. Bland annat uppger den franske nobelpristagaren i litteratur Jean-Marie Gustave Le Clézio med sällskap sig ha observerat ett troll vid en bilfärd genom skogarna utanför Stockholm.
Inom kulturverk har troll ofta förekommit, såsom i många av John Bauers målningar, i bokverksserien Bland tomtar och troll, i musik- och balettverk av Ralph Lundsten och teaterverk som Henrik Ibsens Peer Gynt (1867) med musik av Edward Grieg, i filmer som Trollsommar (1980) och Gräns (2018) samt tv-serier som Sveriges Televisions Trolltider (1979) och Jordskott (2015). Sveriges Radio sände 1986 julföljetongen Bland tomtar och troll. Stefan Spjuts böcker Stallo (2012) och Stalpi (2017) rör sig mellan fiktion och dokumentärt material och handlar till stor del om människors relation till troll och naturmysterier utifrån samiska trollbenämningar som stallo. I Johannes Pinters roman Vackra kyrkor jag besökt – och de fruktansvärda väsen jag där mött (2014) ställs väsensjägaren Valdemar Aurelius inför en blodtörstig grupp troll som måste besegras.
I Frans Hedbergs skådespel Bröllopet på Ulfåsa (1865) berättas om riddaren Herve Ulf som på medeltiden gifte sig med en trolljungfru. Herve Ulf sägs enligt legenden vara ett tidigt ursprung till den svensk-danska adelssläkten Trolle med ett huvudlöst troll i sitt släktvapen.